# Pedro Crespo
Pedro Crespo es el personaje central de la obra dramática de Calderón de la Barca El alcalde de Zalamea.
Hasta tal punto pivota el drama en torno a este personaje que en ocasiones esta obra ha llevado por título Pedro Crespo o El alcalde de Zalamea.
Escrita hacia 1636, este drama se exhibe con frecuencia como prototipo de la defensa de los derechos individuales frente a los de las instituciones. Como puede leerse en las referencias anteriores, se trata en efecto de un drama de honor, y se han repetido muchas veces los versos que en boca del alcalde Pedro Crespo constituyen el alegato final en defensa de su honra:  
«Al rey la hacienda y la vida /
se ha de dar, pero el honor /
es patrimonio del alma, /
y el alma sólo es de Dios...»
El capitán Don Álvaro de Ataide, de origen noble, manda las tropas que se dirigen a Portugal. A su paso por Zalamea de la Serena, pueblo extremeño, se aloja en casa de Pedro Crespo, labrador rico. El capitán trata de seducir a Isabel, hija de nuestro personaje, y ante la negativa de esta la rapta y la viola. Cuando éste tiene noticia del ultraje ruega de rodillas a Don Álvaro que tome a su hija por esposa, ofreciéndole en compensación su hacienda y poniéndose él mismo a su disposición, pero el capitán rechaza tal oferta al ser Isabel de extracción humilde, y espeta insolente
«Viejo cansado y prolijo, /
agradeced que nos os doy /
la muerte a mis manos hoy»
Pregunta también el capitán:
«¿Qué opinión tiene un villano?»
En este caso es Juan Crespo, hijo de Pedro Crespo, el que responde: 
«Aquella misma que vos, /
que no hubiera un capitán /
si no hubiera un labrador»
Como respuesta Pedro Crespo, que entretanto ha sido elegido alcalde de Zalamea, toma preso al capitán, lo juzga y lo ajusticia mediante garrote (otro título que a veces ha recibido la obra: "El garrote más bien dado"). El rey Don Felipe II interviene finalmente para ratificar la decisión del alcalde y confirmarlo de modo vitalicio en su cargo. 
Para una mirada habituada a las pautas actuales de comportamiento social, la obra presenta la pérdida de la virginidad de una doncella como una irreparable tragedia vital. Obviamente la violación es un delito grave según las leyes de los países civilizados, pero conforme a los códigos imperantes en la época este aspecto tenía además toda la importancia que se pone de manifiesto en la obra, en cuanto a consecuencias negativas para la mujer. La propia Isabel pide a su padre
«solicita con mi muerte tu alabanza, /
para que de ti se diga /
que por dar vida a tu honor /
diste la muerte a tu hija...»
Pedro Crespo elige la alternativa de enviar a su hija a un convento de por vida. El honor de una doncella se consideraba en efecto irremisiblemente mancillado, aunque su virginidad se hubiese perdido de modo forzado. Como explica San Agustín en «La Ciudad de Dios» a propósito de las vírgenes cristianas violadas por los bárbaros, el honor del alma no se destruye por el ultraje, pero el destino de la mujer agredida quedaba marcado y no le quedaba otra vida posible que el apartamiento de la sociedad para siempre, cuya fórmula era la reclusión en un convento.
- Datos: Q6068555